# 쌀겨

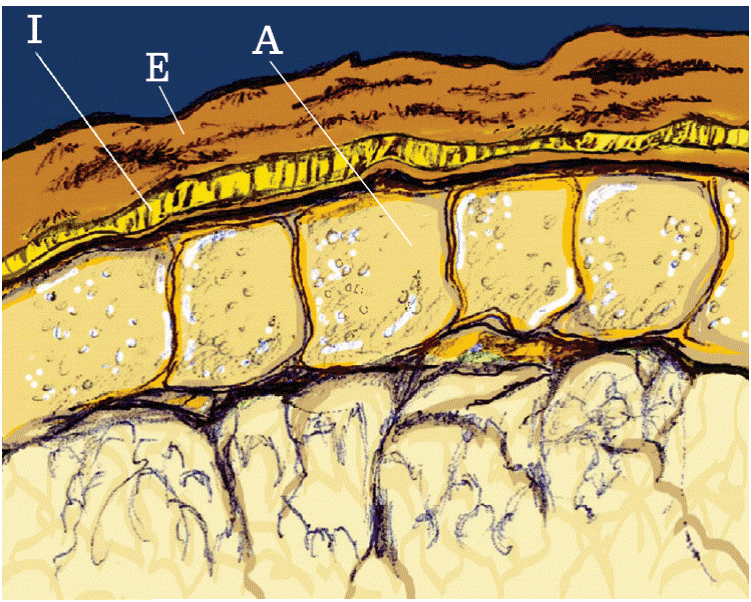

쌀겨는 쌀을 찧을 때 나오는 가장 고운 속겨이다. 미강(米糠)으로도 부른다. 벼를 수확하여 왕겨를 벗겨낸 것을 현미(玄米)라 한다. 색깔이 약간 누르스름한데, 이 현미를 다시 빻아 우리가 흔히 밥을 지어먹을 때 쓰는 백미(白米)로 만드는 공정에서 분리되어 나오는 고운 가루를 쌀겨라고 한다. 구조적으로 볼 때 백미의 외곽을 둘러싸고 있는 부분으로 현미의 약 8% 정도에 속하는 분량이 가루형태로 떨어져 나간다.
왕겨만을 분리해낸 현미의 구조는 바깥쪽부터 과피(果皮)·종피(種皮)·호분층(糊粉層) 등의 쌀겨층과 쌀알의 기부(基部)의 작은 부분을 차지하고 있는 배(胚)와, 나머지의 대부분을 차지하는 배젖으로 이루어졌다. 이 배젖은 주로 녹말 입자로 차 있고, 백미로서 식용으로 하는 부분이다. 이상 각 부분의 현미 전립에 대한 중량비는 쌀겨층 5∼6%, 배 2∼3%, 배젖 92%의 비율로 되었다. 따라서 현미를 정미기(精米機)로 도정(搗精)하면, 현미 92%의 백미를 얻을 수 있다.
현미를 구성하고 있는 성분중에 과피(果皮)·종피(種皮)·호분층(糊粉層), 배(胚)가 백미를 만드는 과정중에 벗겨져 나와 이루어진 것이 쌀겨다. 현미중에 약 8% 정도를 차지하는 쌀겨에는 지방, 단백질, 비타민B1·B2가 풍부하다. 농업 부산물인 쌀겨는 부스러진 쌀알인 싸라기, 미숙한 종자인 설미, 익지 않은 청치와 함께 가축 사료로 사용한다.

## 같이 보기
- 왕겨
- 밀기울